# اوپدال
اوپدال (به لاتین: Oppdal) یک منطقه مسکونی در نروژ است که در سور تروندلاگ واقع شده‌است. اوپدال ۲٬۲۷۴٫۱۲ کیلومتر مربع مساحت و ۷٬۰۰۱ نفر جمعیت دارد.

## خواهرخوانده
شهرهای Kuusankoski و بخش لیندسبری خواهرخوانده‌های اوپدال هستند.

## نگارخانه

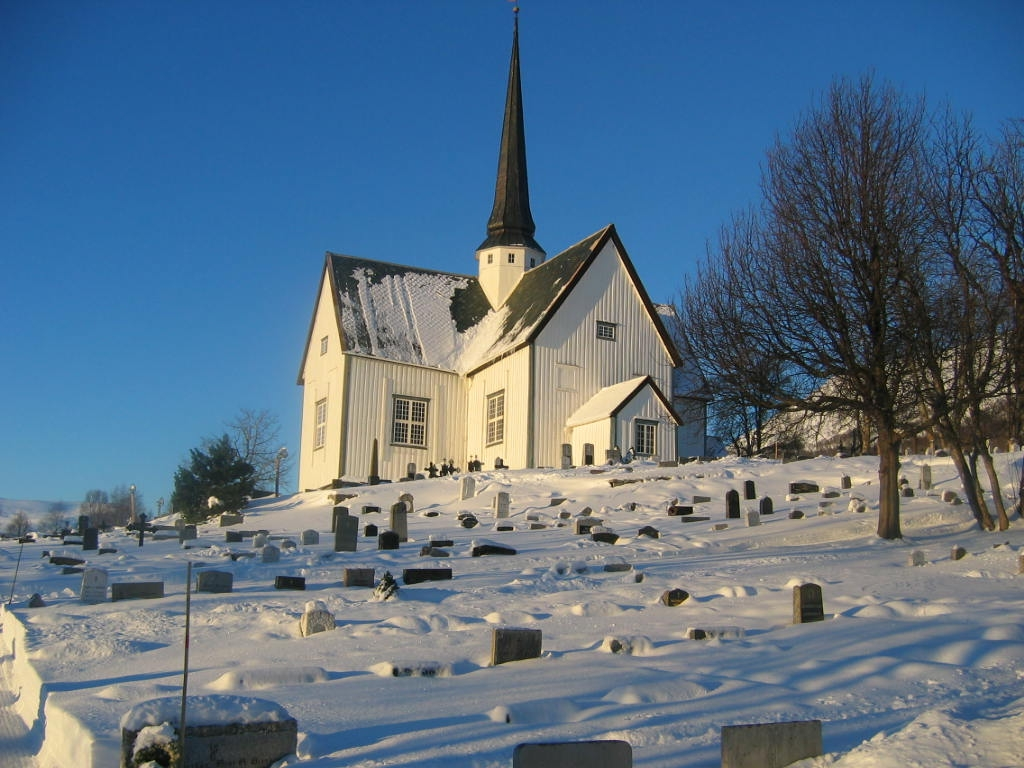
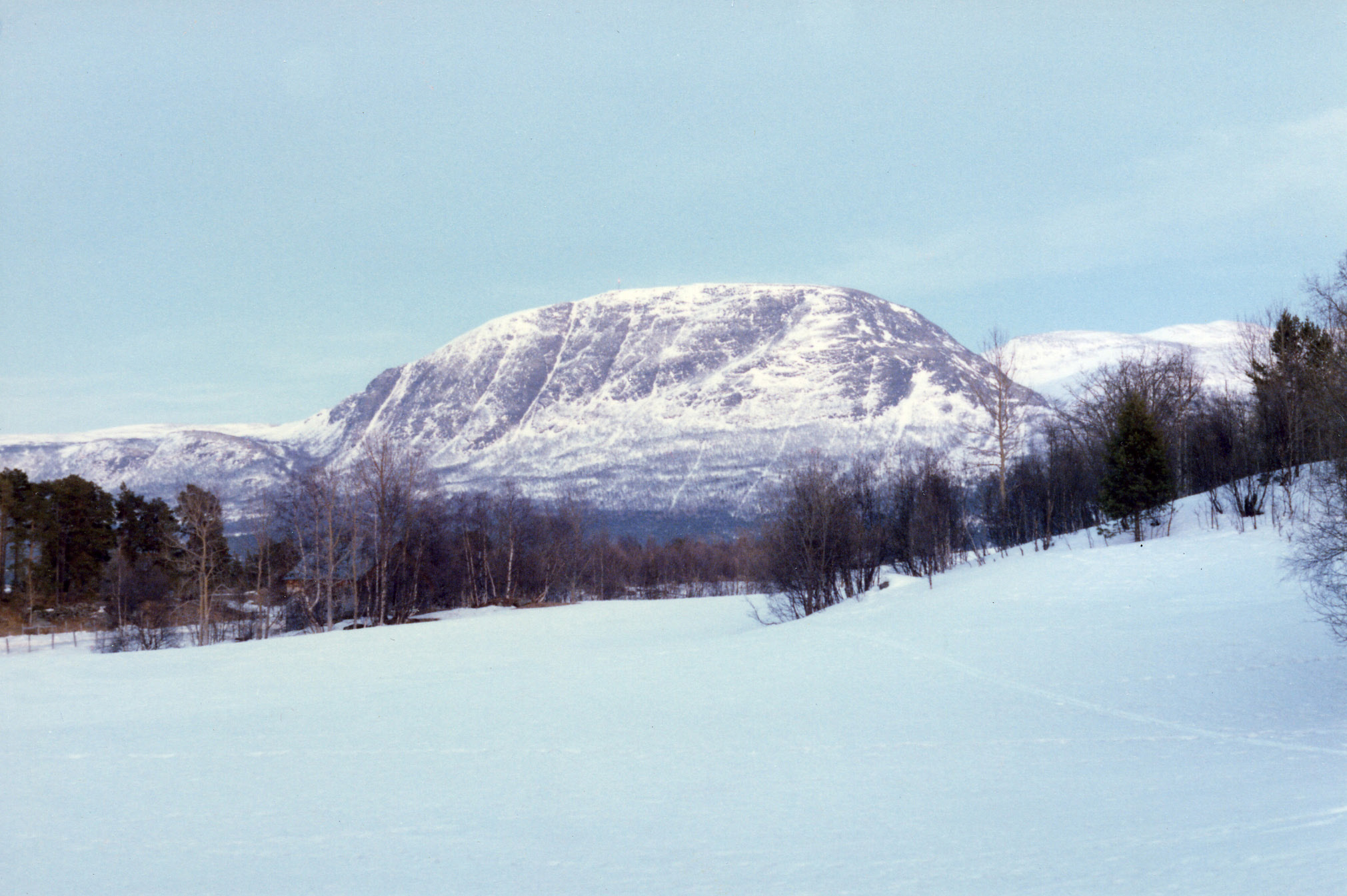
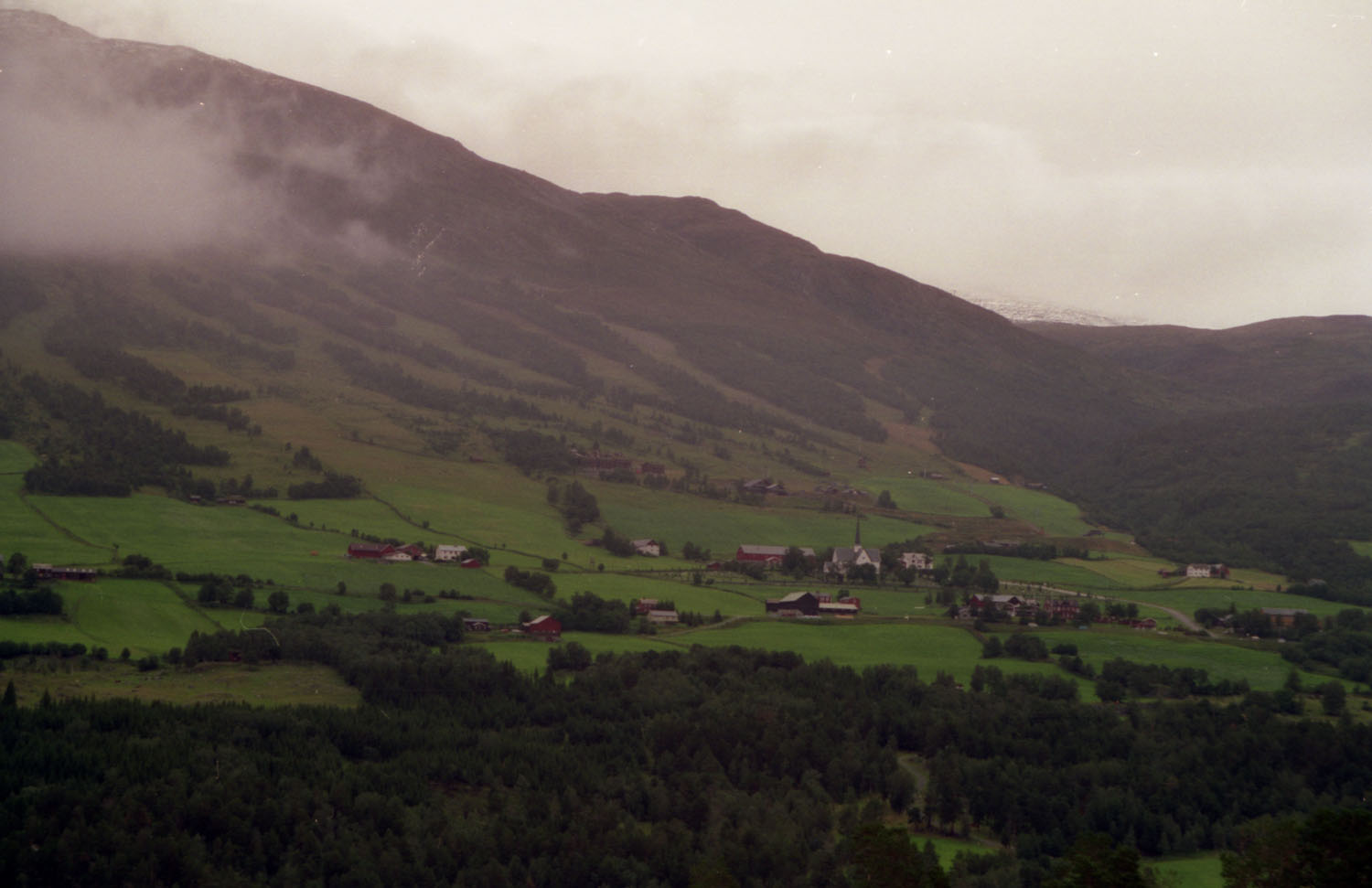